# NGC 5864
NGC 5864 (другие обозначения — UGC 9740, MCG 1-39-2, ZWG 49.15, PGC 54111) — линзообразная галактика (SB0) в созвездии Дева.
Этот объект входит в число перечисленных в оригинальной редакции «Нового общего каталога».